# Беортхельм Стаффордский
Беортхельм (англ. Beorhthelm, Bertelin, Bertram, Bettelin) — отшельник, святой Католической церкви.

## Биография
Англосаксонский святой, о котором сохранились лишь сведения легендарного характера. Вёл отшельнический образ жизни на острове Бетни, где впоследствии возник город Стаффорд. Позднее он переехал в более холмистую местность, возможно в окрестностях Айлэма, где и умер. Его рака хранится в Церкви Святого Креста в Айлэме (Стаффордшир). Беортхельм считается святым покровителем Стаффорда. В стаффордской церкви Святой Марии сохранились следы средневековой раки Беортхельма.
Августинский монастырь, основанный в 1115 году на южном берегу реки Мерси в окрестностях Ранкорна (Чешир), первоначально принял посвящение Беортхельму от саксонской церкви, существовавшей на том же месте ранее. Ныне здесь находится Нортонский монастырь.